# Trichomyrmex emeryi
Trichomyrmex emeryi (лат.) — вид мелких муравьёв рода Trichomyrmex, ранее известный под именем Monomorium emeryi.

## Распространение
Африка (Ботсвана, Малави, Мозамбик, Зимбабве).

## Описание
Длина коричневатых муравьёв 2,5—3,4 мм. Поверхность тела сильно скульптурированная. Цвет от светло- до темно-коричневого, обычно однородный. Голова без удлиненных стоячих волосков дорсально позади уровня лобных долей, но довольно густо покрыта длинным лежачим или прижатым опушением, направленным к средней линии дорзума. Такое же длинное опушение имеется на всех поверхностях дорзума груди, но также и на промезонотуме и проподеуме имеются гораздо более длинные заметные стоячие волоски. Многочисленные длинные загнутые назад волоски на петиоле, постпетиоле, первом тергите и стерните брюшка; все эти членики также с продолговатым, но относительно редким опушением, лежащим или прижатым. Усики 12-члениковые, булава состоит из 4 сегментов. Нижнечелюстные щупики 2-члениковые, нижнегубные щупики состоят из 2 сегментов. Голова, грудка и брюшко гладкие и блестящие. Проподеум округлый, без шипиков или зубцов на заднегрудке. Стебелёк между грудью и брюшком состоит из двух члеников: петиолюса и постпетиолюса (последний четко отделен от брюшка), жало развито.

## Систематика
Вид Trichomyrmex emeryi  был впервые описан в 1895 году по материалам из Мозамбика под первоначальным названием Monomorium emeryi Mayr, 1895. Болтон (1987) включил таксон в состав видовой группы destructor, а в 2014 перенесён в род Trichomyrmex. Этот характерный сильно скульптурированный вид. Форма и плотность скульптуры сразу изолирует их от всех остальных членов группы destructor.